# 香港專業教育學院（黃克競）

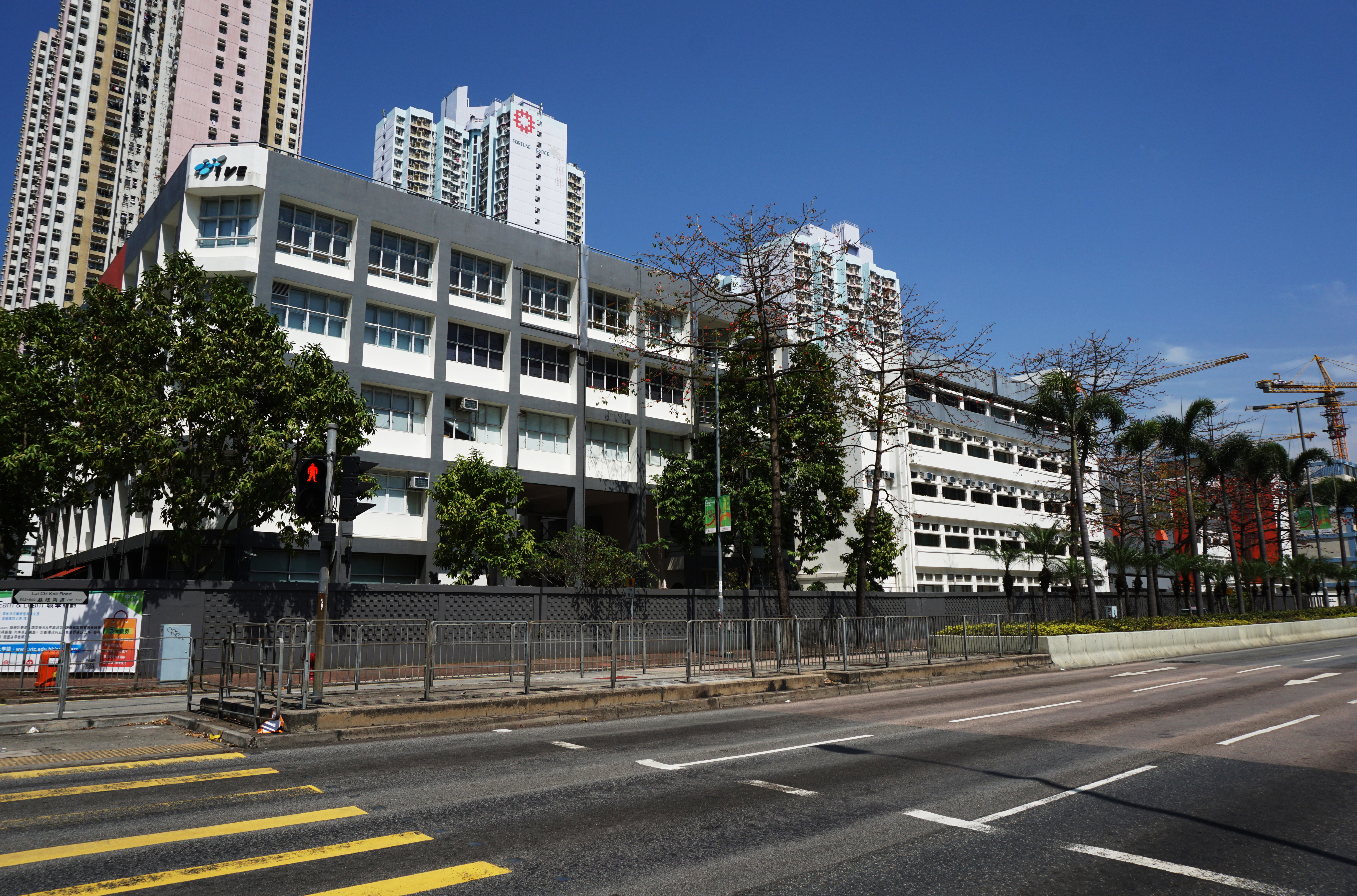
香港專業教育學院黃克競分校西南面

香港專業教育學院（黃克競）（英語：Hong Kong Institute of Vocational Education (Haking Wong)，簡稱：IVE(HW)），是香港專業教育學院的分校，位於香港九龍長沙灣荔枝角道702號。以已故工業家「光學大王」黃克競博士作命名。

## 歷史
分校前身為黃克競工業學院，屬教育司署「擴展工業計劃」中興建的工業學院。在1975年進行地基工程，1978年1月5日由時任港督麥理浩爵士主持啟用典禮。
分校於1999年與6間工業學院及2間科技學院合併為「香港專業教育學院」並改為現稱。
在2008至2009學年，其電機工程系（現時稱“工程系”）與深圳職業技術學院合辦一個「三年制電氣服務工程高級文憑」課程，其畢業生除了獲本院所頒授的高級文憑外，更獲得深圳職業技術學院所頒授的的高等教育畢業證書，此學歷獲得兩地認可。此證書為國家認可的高等教育資歷。該課程第一屆畢業生於2011年畢業，共有12人畢業，由2008至2013年，該課程完成舉辦了共三屆，職業訓練局和深職院分別各自為此課程舉行畢業典禮。
隨著香港中學課程的改革，工程學系由2012/2013學年起，推出二年共五學期的全日制程《電機工程高級文憑課程》（資歷架構級別四），為香港中學文憑試的畢業生提供優質的電機工程職業培訓。工程學系提供與深圳職業技術學院合辦全新的雙資歷二年全日制電氣服務分流的高級文憑課程，代替了三年全日制的《電氣服務工程高級文憑》，電氣服務分流的畢業生除了可得到本學系頒發的高級文憑證書外，亦可得到由深圳職業技術學院頒發的《高等教育畢業證書（電氣自動化技術）》。

## 位置
- 主校園：九龍長沙灣荔枝角道702號
- 億京廣場教學中心：九龍荔枝角長裕街8號億京廣場8-9樓
- 海旁校舍：九龍長沙灣荔枝角道879號

## 設施
- 圖書館
- 賽馬會學生活動中心
- 網球場
- 餐廳
- 萊莎咖啡廊
- 電腦室
- 籃球場／排球場／手球場
- 健身室
- 學生活動室
- 樂窩（Band房）
- 語文自學中心（Centre for Independent Language Learning）
- 禮堂／多用途體育館
- 零售體驗廊
- 售樂坊
- 會計及財務學習中心
- 商業資訊科技室
- 多媒體研習室
- 機電習作工場
- 創意燈光工作坊
- 電機原理及儀錶實驗室
- 電力及驅動實驗室
- 電氣服務設施實驗室
- 電機科學實驗室
- 旅遊及航空訓練中心
- 水療中心及康體文娛活動中心
- 酒店業務訓練室
- 訓練餐廳及廚房
- 品酒工房
- 西廚及麵包糕餅訓練室

## 學系
- 商業系（BA）[2019年11月之前為工商管理系（BA）]
- 工程系（ENG）
- 酒店及旅遊系（HT）[2018年9月之前為酒店、服務及旅遊學系（HoSTS）]

## 歷任院長
- 羅伯特·布雷（Robert Bray，1977年1月－1983年3月）
- 容可觀（1983年3月－1985年8月）
- 張國經（1985年8月－1992年6月）
- 孔慶良（1992年6月－2000年12月）
- 高志超（2001年1月－2002年1月）
- 劉偉成（2002年1月－2002年2月，兼任）
- 郭啟興（2002年2月－2005年9月）
- 朱桂鑾（2005年9月－2009年8月）
- 顏淑賢（2009年9月－2013年9月）
- 余國柱（2013年10月－2016年8月）
- 區鑑雄（2016年8月－2021年1月）
- 王惟美（2021年1月－）

## 著名校友
- 容祖兒：香港著名歌手及演員
- 方中信：香港著名演員
- 謝廷駿：馬尼拉人質事件中不幸殉職的香港康泰領隊
- 潘曉穎：台灣行李藏屍案受害者
- 麥晉通：香港足球運動員
- 林紹輝：民主黨葵青區議會議員，工程系畢業（1994年）
- 崔錦棠：香港演員，前香港三項鐵人代表隊成員及教練

## 未來發展
該校預計於2030年，與香港專業教育學院（觀塘）一併遷往茶果嶺的新校舍。

## 外部連結
- 黃克競分校網頁 （页面存档备份，存于）